# Matthäuskirche (Dresden)

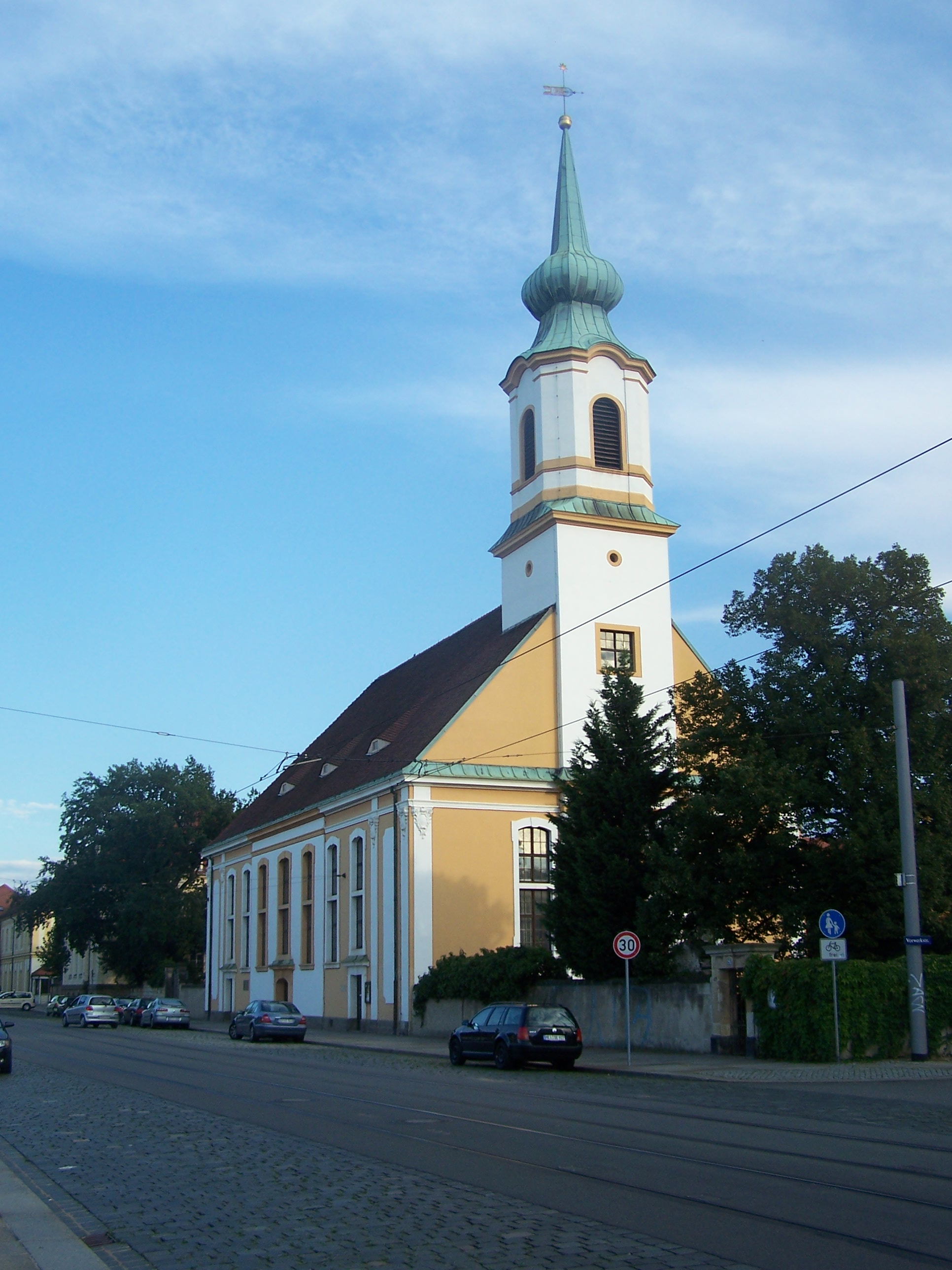
Matthäuskirche

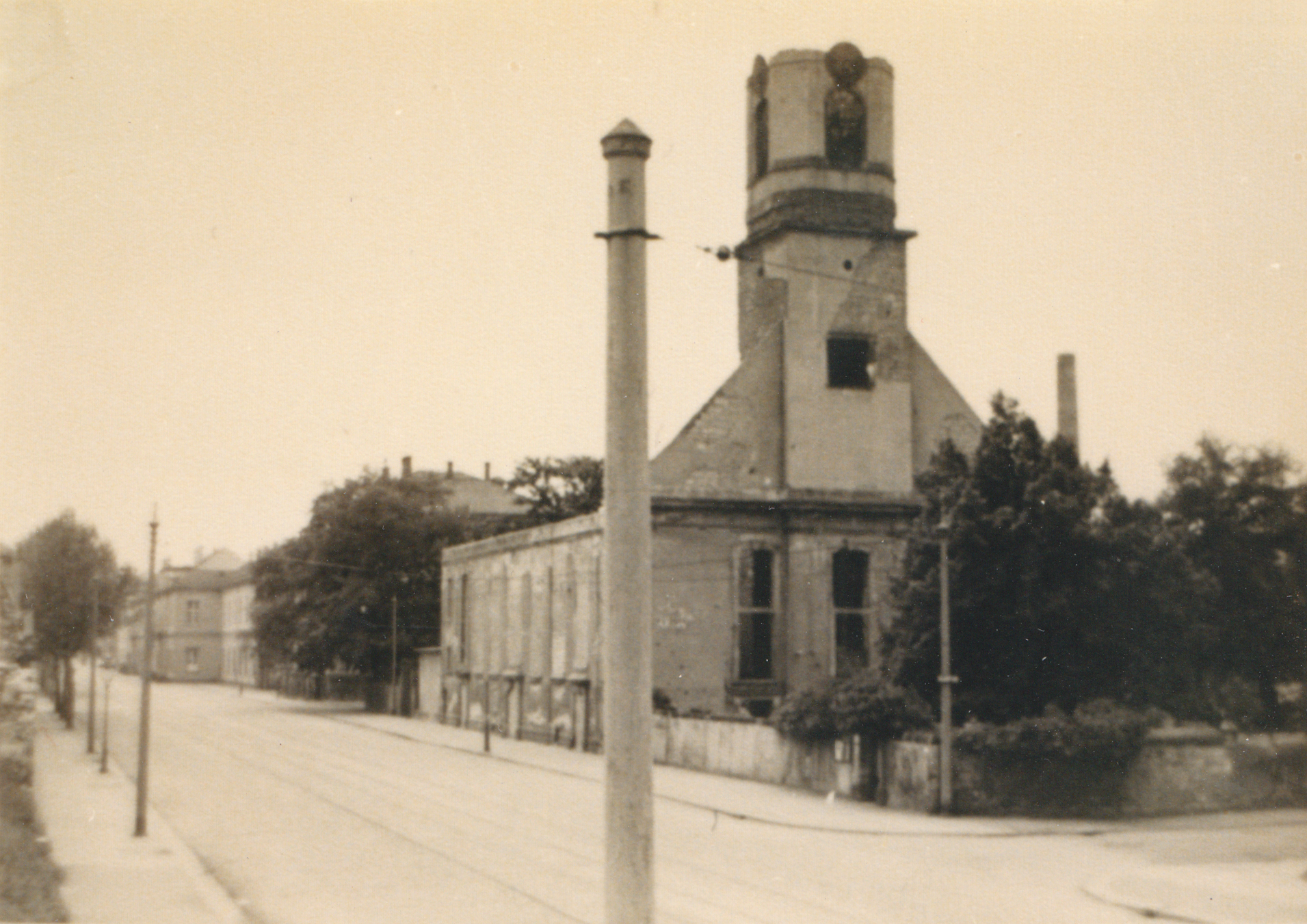
Matthäuskirche kurz nach dem Zweiten Weltkrieg

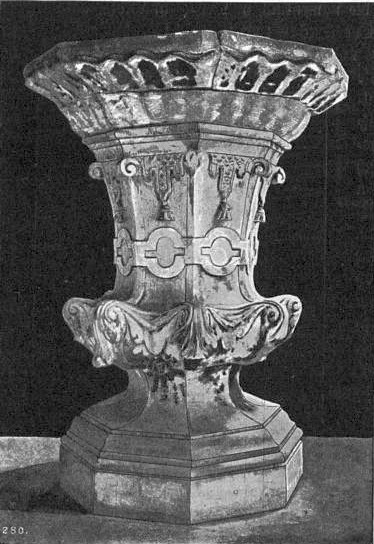
Taufstein von 1730

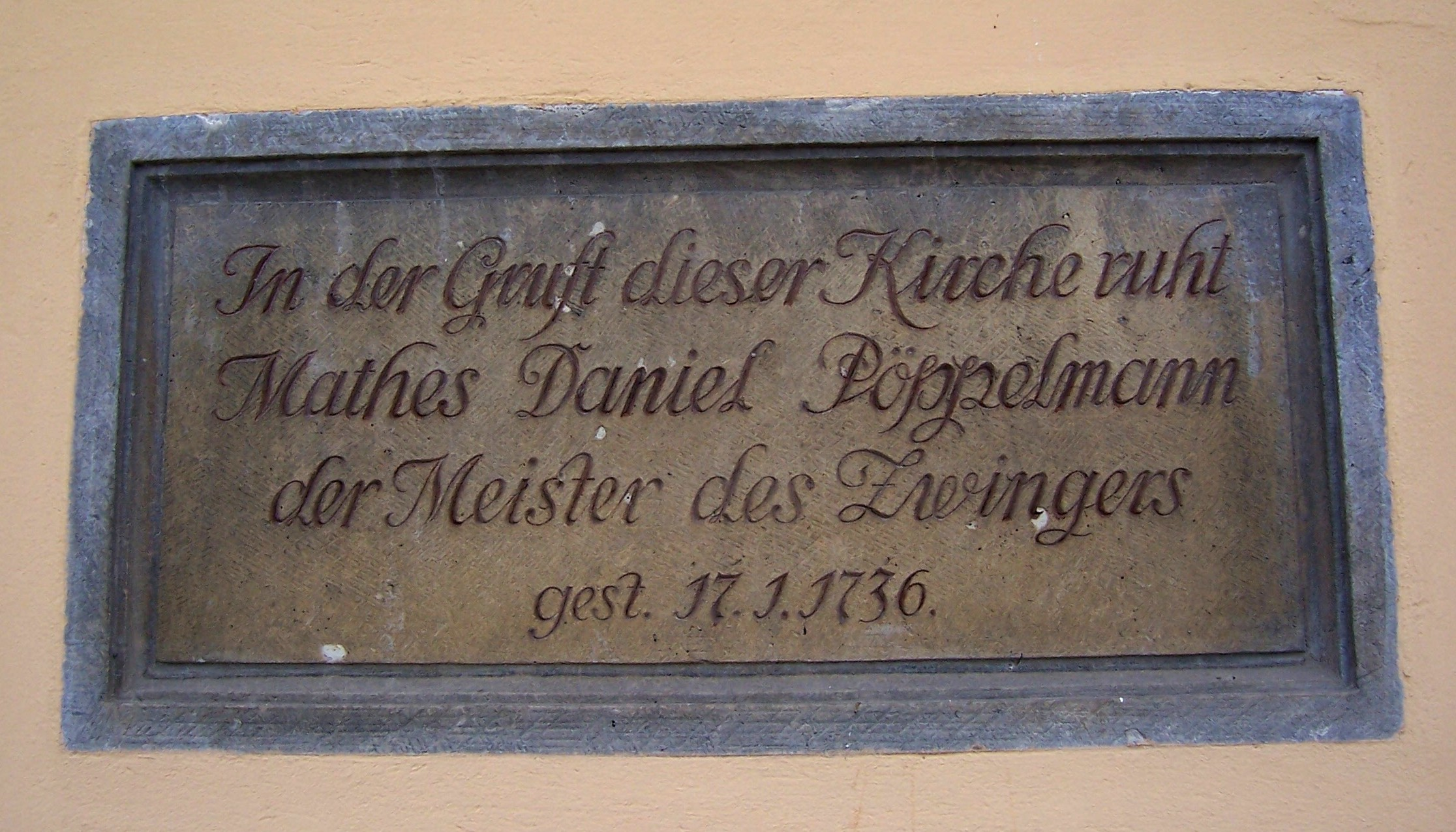
Gedenktafel für Matthäus Daniel Pöppelmann

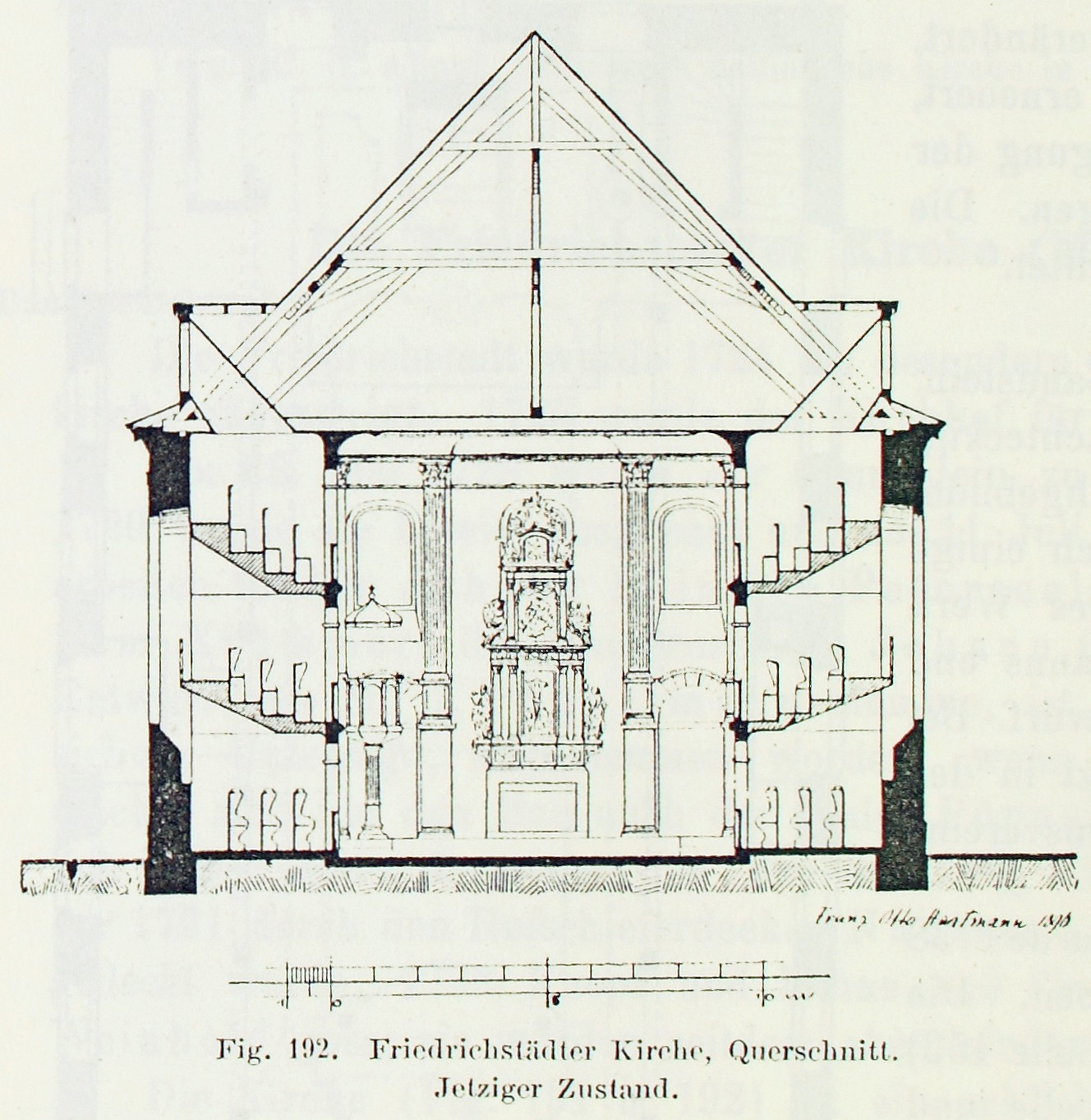
Querschnitt durch die Matthäuskirche Anfang des 20. Jahrhunderts

Die Matthäuskirche ist eine evangelisch-lutherische Pfarrkirche im Dresdner Stadtteil Friedrichstadt. Die im 18. Jahrhundert entstandene Barockkirche wurde 1945 schwer beschädigt und in der Nachkriegszeit wiederaufgebaut. Sie ist als Baudenkmal in die Denkmalliste der Stadt Dresden eingetragen.

## Geschichte
Die Kirche entstand im Zuge der zunehmenden Besiedlung der Friedrichstadt für die 1725 neu gebildete evangelische Gemeinde der Vorstadt. Am 28. Mai 1728 erfolgte die Grundsteinlegung für das Gotteshaus auf dem Grundstück des Inneren Matthäusfriedhofs. Die Pläne für den Kirchenneubau stammen vom Zwingerbaumeister Matthäus Daniel Pöppelmann. Wahrscheinlich waren auch Johann Georg Gebhardt und George Bähr am Bau beteiligt. Die Zimmerarbeiten übernahm Abraham Krümmer, die Steinmetzarbeiten Johann Heinrich Petersill. Am 11. Juni 1730 erfolgte die Weihe der Kirche durch den Dresdner Superintendenten Valentin Ernst Löscher.
Im Jahr 1768 wurde der ursprünglich aus der alten Dresdner Frauenkirche stammende Altar der Annenkirche in die Friedrichstädter Kirche versetzt. Bereits 1737 hatte die Kirche eine Orgel aus der Schlosskapelle erhalten. In der Familiengruft unter der Kirche befindet sich das Grab des 1736 verstorbenen Baumeisters Matthäus Daniel Pöppelmann.
1882 wurde im Zusammenhang mit Renovierungsarbeiten der Innenraum der Kirche durch Christian Friedrich Arnold umgestaltet, wobei die ursprünglich barocke Raumfassung verlorenging. Ein Jahr später erhielt die Kirche offiziell ihren heutigen Namen Matthäuskirche.
Der Maler Erhard Ludewig Winterstein schuf 1884 die Entwürfe für das ca. 8 m² große Kirchenfenster über dem Hauptportal an der Nordseite, dessen Mittelteil den Evangelisten Matthäus, umgeben von 16 Medaillons kirchengeschichtlicher Persönlichkeiten, darstellte. Bei einer erneuten Renovierung 1928 erfolgte eine teilweise Rückführung in den ursprünglichen Zustand durch Walter Raum.
Bei den Luftangriffen auf Dresden wurde die Matthäuskirche 1945 schwer beschädigt und brannte aus. Dabei ging die komplette Ausstattung, darunter auch die Orgel und der wertvolle Altar verloren. Trotz Bemühungen der Kirchgemeinde konnten in der Nachkriegszeit lediglich einige Sicherungsarbeiten vorgenommen werden. Dabei erfolgte zunächst 1956 eine Renovierung der Pöppelmann-Gruft, Mitte der 1960er Jahre weitere Arbeiten an der Kirchenruine.
Die EKD stellte zwischen 1973 und 1975 die Summe von 872.000 D-Mark bereit, damit über ein Kirchenbauprogramm in der DDR dieselbe Summe in DDR-Mark für Sanierungs-Bauleistungen dieses Sakralbaus verfügbar war.
Zwischen 1974 und 1978 erfolgte der Wiederaufbau unter Leitung des Architekten Christian Möller. Dabei entschied man sich für eine originalgetreue Wiederherstellung des Äußeren einschließlich der originalen Farbgebung der Barockzeit, während der Innenraum modern umgestaltet wurde.
Einzige Ausstattungsstücke sind heute ein schlichter Altartisch aus Metall, ein mit rotem Glas geschmücktes metallenes Kreuz sowie eine Kupferstele. Die Kunstwerke stammen aus der Werkstatt von Werner Juza.
Seit 1999 gehört die Matthäuskirche als Filialgemeinde zur Annenkirche.
Im Jahr 2011 wurde eine Orgel eingebaut. Erbauer: Georg Wünning, Großolbersdorf (II/P, 9 Register).
Seit 20. Dezember 2024 ziert wieder eine – vollständig durch Spenden – realisierte Uhr den Kirchturm der Matthäuskirche, nachdem sich der am 1. November 2023 gegründete Verein „Zur guten Stunde – Dresden“ dieses Vorhabens angenommen hatte. Die ursprüngliche Uhr war nach der Zerstörung der Kirche im Zweiten Weltkrieg verloren gegangen.

## Geläut
Das Geläut besteht aus drei Bronzeglocken, der Glockenstuhl und die Glockenjoche sind aus Stahl gefertigt.
Im Folgenden eine Datenübersicht des Geläutes:
| Nr. | Gussdatum | Gießer                            | Durchmesser | Masse   | Material | Schlagton |
| --- | --------- | --------------------------------- | ----------- | ------- | -------- | --------- |
| 1   | 1976      | Glockengießerei Schilling, Apolda | Bronze      | 1080 mm | 800 kg   | fis′      |
| 2   | 1976      | Glockengießerei Schilling, Apolda | Bronze      | 890 mm  | 450 kg   | a′        |
| 3   | 1976      | Glockengießerei Schilling, Apolda | Bronze      | 790 mm  | 300 kg   | h′        |